# Cerámica siciliota

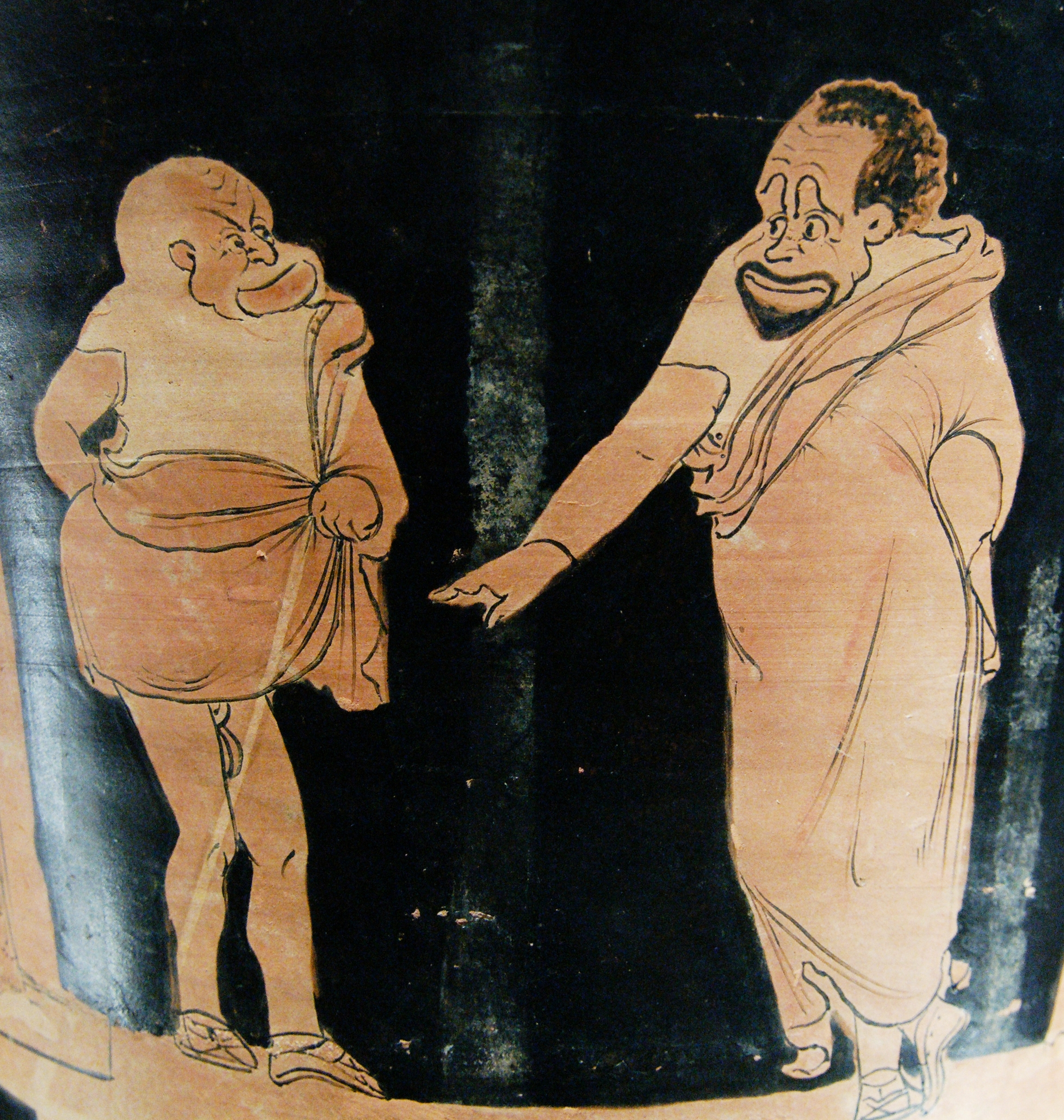
Grupo de Lentini-Manfría, vaso fliácico de figuras rojas, 340 a. C. aprox. París, Museo del Louvre CA7249.

La cerámica siciliota es la producción local de cerámica de figuras rojas que comenzó en Sicilia a finales del siglo V a. C., quizás por artesanos atenienses que llegaron a Italia con la fundación de Turios en el 443 a. C.
La producción inicial de esta pequeña escuela, tal vez un solo taller, parece seguir el estilo ático contemporáneo y en particular el del Pintor de Pothos. Alrededor del 380-370 a. C. algunos ceramistas de la escuela siciliota se trasladaron a Campania y Paestum. El período siguiente es poco conocido, pero a partir del año 340 a. C. aumentan los testimonios de la producción local siciliota y la escuela asume una fisonomía clara, dividida en diferentes talleres en la zona central y oriental de Sicilia, hasta el final del siglo; la datación en este período se basa en la de las monedas contemporáneas.
El estilo, muy uniforme, muestra influencias provenientes de la escuela campana y de los conocimientos de la escuela apulia, pero se desarrolla de manera independiente con su propia técnica policromática, donde al tradicional blanco y amarillo se le añaden tonos de rojo, azul, hasta verde y malva; esta policromía particularmente evidente en el Pintor de Lipari se encontrará en el estilo de Centuripa del siglo III a. C. Las composiciones son sencillas, los temas más frecuentes son las figuras y cabezas femeninas, tema también presente en otras escuelas italianas, algunas escenas dionisíacas y algunas escenas fliácicas. Las formas más comunes son la crátera del cáliz, la píxide y la botella. Los ejemplares de cerámica recogidos se dividieron inicialmente, según el área de descubrimiento, en tres grupos principales: el Grupo Lentini-Manfria, el Grupo Etna y el Grupo Lipari. Dentro de los grupos principales, se identificaron otros subgrupos y personalidades individuales.